# Пахомово (Пронский район)
Пахомово — село в Пронском районе Рязанской области, входит в состав Орловского сельского поселения.

## География
Село расположено в 15 км на север от центра поселения посёлка Орловский и в 18 км на северо-запад от райцентра рабочего посёлка Пронск. 

## История
Пахомово в качестве деревни упоминается в платежных книгах 1628–29 годов, где оно значится «в вотчине за Тимофеем да Андреем детьми Есипова». Первоначальное построение в селе Никольской церкви относится к 1692 году. Каменная Успенская церковь с приделом Никольским построена в 1788 году помещицей Марьей Степановной Шепелевой и состояла приписною вместе с принадлежащею к ней землею, в количестве 36 десятин, к церкви села Яблонева.  
В XIX — начале XX века село входило в состав Березовской волости Пронского уезда Рязанской губернии. В 1906 году в селе было 74 двора. 
С 1929 года село являлось центром Пахомовского сельсовета Пронского района Рязанского округа Московской области, с 1937 года — в составе Рязанской области, с 1957 года — в составе Березовского сельсовета, с 2005 года — в составе Орловского сельского поселения.

## Население
| 1859 | 1906 | 2010 |
| ---- | ---- | ---- |
| 331  | ↗541 | ↘11  |

## Достопримечательности
В селе находится недействующая Успенская церковь (1788). 